# Abwehrgruppe 218
Abwehrgruppe 218, též známá pod krycím jménem Edelweiss nebo Kampfgruppe Edelweiss, byla speciální protipartyzánská jednotka působící během druhé světové války na území Slovenska. Byla součástí slovenského Streifkorpsu s původním krycím názvem „Jozef“, který byl nasazen od počátku povstání na Slovensku. Edelweiss vznikl společně se sesterskou jednotkou Einheit Josef 6. října 1944 jehož jádrem byli dobrovolníci ze Slovenské pracovní složky – SPS. V období od 12. září do 5. října působila v rámci Jagdverbande Slowakei společně s POHG. Od 21. září byla včleněna do SS-Jagdeinsatz Slowakei.
Ústředí jednotky se nacházelo v Žilině a v Kremnici, a do konce prosince měl okolo 250 členů. Velitelem byl sudetský Němec z Liberce major SS-Sturmbannführer Erwein von Thun-Hohenstein, zástupcem Hauptsturbannführer König. Velitelem slovenské roty byl do 15. prosince 1944 Martin Kaniok  a jeho zástupcem byl Oberfeldwebel Novák-Ullrich. Od 16. prosince byl velitelem kpt. Ladislav Nižňanský. Duchovním správcem byl Zelina Fridrich.

## Organizace
Jednotka Abwehrgruppe 218 „Edelweiss“ měla přibližně 250–350 mužů ve 4 oddílech :
- Partyzánský oddíl, 25 německých poddůstojníků a důstojníků pod přímým velením majora Erweina von Thun-Hohensteina
- Kozácký oddíl, 45 mužů pod vedením šikovatele Berlisova
- Kavkazský oddíl, 40-50 mužů pod vedením šikovatele Chana
- Slovenský oddíl měl 130-236 mužů pod vedením Martina Kanioka a kpt. Ladislava Nižňanského
  - 1.četa Tomík Ján (*26.10.1897)
  - 2.četa Maťko Karol (*1.1.1912)
  - 3.četa Hodas Pavol (16.12.1908)
  - 4.četa Gúrsky Bartolomej (26.8.1923)

## Dějiny jednotky
Vytvořením antipartyzánské jednotky byl v září 1944 ve Vídni pověřen major Erwein von Thun-Hohenstein, který měl již dříve zkušenosti s vytvářením podobných jednotek na území SSSR, působil také v jednotce Abwehru Brandenburg. Protipartyzánská jednotka nesla krycí název Edelweiss (německý název rostliny Plesnivec alpský). Veliteli oddílů jednotky byli němečtí důstojníci oddílů Brandenburg. Thun-Hohensteinův zástupce byl kapitán König. Mužstvo tvořili občané SSSR, Ukrajinci, příslušníci kavkazských národů, Němci a Slováci. Slováci přidělení k jednotce byli dobrovolníky vybranými z řad bývalých příslušníků Speciální jednotky Slovenské pracovní služby. Výcvik jednotky probíhal během září v Němci okupované Žilině. Slovenský oddíl nejprve vedl strážní službu u Budatína a budoval zákopy u Varíně. Specializovaný výcvik směřoval k boji proti partyzánům,proběhl společně s jednotkou Einheit Josef od 5.10.-30.10. v Rarborku u Malacek. Součástí byl vojenský a ženijní výcvik, zejména nácviku pročesávání lesů a nočních poplachů. Za součást Abwehrgruppe 218 byl přijat po úspěšných protipartyzánských akcích v prostoru Počúvadlo a Jabloňov-Nová Baňa, která proběhla od 19.- 26. listopadu 1944.
Příslušníci Abwehrgruppe 218 byli dobře vyzbrojeni a vybaveni. Používali výzbroj německé, československé a sovětské výroby. Nosili německé i slovenské uniformy a od února uniformy Waffen-SS. Většina oddílu byla vyzbrojena československými puškami vz. 24, v menším měřítku pak německými Kar98k. Vojáci byli vyzbrojeni i granáty a dalšími podpůrnými zbraněmi, včetně relativně velkého počtu kulometů. Jednotka měla i minometnou četu.
Mezi nejznámější akce jednotky měl být útok na partyzány vyprázdněné vesnice Kľak (21. ledna 1945) a Ostrý Grúň (24. ledna 1945). Tyto přepadové akce, při kterých došlo k brutálním masovým vraždám civilního obyvatelstva jsou považovány za jedny z nejbrutálnějších nacistických odplatných akcí na území Slovenska. O tom, že za těmito útoky stojí jednotka SS-Edelweiss se začalo mluvit až mnoho let po válce, kdy se hledal viník. Těchto represivních akcích se nezúčastnila celá jednotka Edelweiss. Velitel slovenského oddílu Ladislav Nižňanský byl podle vlastního tvrzení s částí své jednotky v té době pronásledoval v okolních horách partyzány. Ohledně celé záležitosti se konalo několik soudů. První soud v roce 1962 v Československu odsoudil Nižňanského k trestu smrti v jeho nepřítomnosti. V roce 2005 se konal další soud v Mnichově ale, korunní svědek nemohl potvrdit, zda na místě masakru Nižňanský skutečně byl. Jeho výpověď byla také zpochybněna soudním znalcem a Nižňanský byl z vazby propuštěn. Soudce v Mnichově prohlásil, že „podezření proti obžalovanému trvá, nelze je už ale považovat za důvodné.“ Na Slovensku se také konala revize soudu z roku 1962 a rozhodlo se o snížení z trestu smrti na trest na doživotí a požádalo Německo o vydání. K tomu však nedošlo a Nižňanský v roce 2012 zemřel.
Mezi další významné akce jednotky patřilo i zajetí příslušníků styčných misí západních Spojenců OSS pod vedením poručíka Jamese Holt Greena a SOE majora Johna Sehmera 26. prosince 1944 v oblasti Velkého boku v Nízkých Tatrách. Za tuto akci bylo velení jednotky speciálně pochváleno Heinrichem Himmlerem a Thun obdržel válečný kříž. V důsledku postupu sovětských, československých a rumunských vojsk byl oddíl stažen směrem na Makov. V jednotce se množily dezerce, zejména Slováků, kteří chtěli zůstat v zemi a vrátit se do svých domovů, zatímco Němci a příslušníci národů SSSR ustupovali s rozhodnutím vzdát se západním Spojencům. Počátkem dubna se jednotka přesunula na Moravu na Vsetínsko do Liptálu a Velkých Karlovic, kde spolu s dalšími německými jednotkami započala ústup směrem Olomouc-Tábor a nakonec se 5. května připojili k vojenské koloně, která směřovala do Tábora. Během ústupu byla jednotka zajata Rudou armádou. a velitel jednotky Erwein Thun Hohenstein byl pravděpodobně sověty popraven v roce 1946 .
Celkovou bilanci její represívní činnosti nelze v dostupných archívech přesně doložit, neboť zpráva fondu MV 325-39-4 SNB pravděpodobně spojila veškerou činnost jednotky Edelweiss společně s menším oddílem Einheit Jozef dohromady a je zde pod hlavičkou Edelweiss mylně uveden také kompletní seznam všech příslušníků Jagdeinsatz Slowakei 232 slovenské národnosti. Tento seznam "Jozef" obsahuje také česká jména a oběti decimace Prlova.